# Episodi di Elsbeth (prima stagione)
La prima stagione della serie televisiva Elsbeth è stata trasmessa in prima visione assoluta negli Stati Uniti d'America da CBS dal 29 febbraio al 23 maggio 2024.
In Italia la stagione è stata trasmessa in prima visione assoluta su Rai 2 dal 1º febbraio all'8 marzo 2025.
| nº | Titolo originale             | Titolo italiano                     | Prima TV USA     | Prima TV in italiano |
| -- | ---------------------------- | ----------------------------------- | ---------------- | -------------------- |
| 1  | Pilot                        | Errori di ortografia                | 29 febbraio 2024 | 1º febbraio 2025     |
| 2  | A Classic New York Character | Un classico personaggio di New York | 4 aprile 2024    | 1º febbraio 2025     |
| 3  | Reality Shock                | Reality Shock                       | 4 aprile 2024    | 8 febbraio 2025      |
| 4  | Love Knocked Off             | Falso amore                         | 11 aprile 2024   | 8 febbraio 2025      |
| 5  | Ball Girl                    | La raccattapalle                    | 18 aprile 2024   | 22 febbraio 2025     |
| 6  | An Ear for an Ear            | Orecchio per orecchio               | 25 aprile 2024   | 22 febbraio 2025     |
| 7  | Something Blue               | Qualcosa di blu                     | 2 maggio 2024    | 1º marzo 2025        |
| 8  | Artificial Genius            | Genio artificiale                   | 9 maggio 2024    | 1º marzo 2025        |
| 9  | Sweet Justice                | Dolce vendetta                      | 16 maggio 2024   | 8 marzo 2025         |
| 10 | A Fitting Finale             | Un giusto finale                    | 23 maggio 2024   | 8 marzo 2025         |

## Errori di ortografia
- Titolo originale: Pilot
- Diretto da: Robert King
- Scritto da: Robert King e Michelle King

### Trama
A New York il professore di teatro Alex Modarian uccide una delle sue studentesse, Olivia Cherry, che aveva minacciato di denunciare la loro relazione. Clonando la scheda SIM del suo telefono, Alex inscena la morte di Olivia come un suicidio. L'avvocata di Chicago Elsbeth Tascioni arriva a New York inviata dall'agente del Dipartimento di giustizia Celetano per osservare la polizia della città, con grande dispiacere del capitano Wagner della polizia di New York. Elsbeth fa amicizia con l'agente Kaya Blanke, che sta indagando sulla morte di Olivia, e vedono il deodorante di un uomo nell'armadietto del suo bagno. Insospettita da Alex, Elsbeth interroga le sue attuali ed ex protagoniste, confermando che aveva una storia di relazioni inappropriate con le studentesse. I messaggi suicidi inviati dal telefono di Olivia contengono spaziatura delle frasi ed errori di battitura vecchio stile che Elsbeth collega ad Alex, ma il deodorante coinvolge il suo assistente didattico Todd, il fidanzato di Olivia. A Elsbeth viene ordinato di scusarsi con Alex, ma lei e Kaya lo convincono a provare a sistemare il suo strumento di clonazione della carta SIM nella borsa di Todd. Colto in flagrante dal capitano Wagner e dal detective Bobby Smullen, Alex viene arrestato.
Una telefonata con l'agente Celetano rivela la vera missione di Elsbeth a New York: indagare su Wagner sospettato di corruzione.
- Guest star: Danny Mastrogiorgio (detective Bobby Smullen)
- Altri interpreti: Julia McDermott (Lana Brolin), Arthur Langlie (Tod Ritter), Danny McCarthy (agente Fred Celetano), Sue Jean Kim (Ailune), Chelsea Lee Williams (Beatrice Bruni), Stephen Moyer (Alex Modarian), Alex Costello (Olivia Cherry), Michael Washington (Maxine), Jasmine Wang (Carleen), Jahir Hipps (Guida turistica)

## Un classico personaggio di New York
- Titolo originale: A Classic New York Character
- Diretto da: Robert King
- Scritto da: Bryan Goluboff

### Trama
Gloria Blecher, detestata presidente del consiglio di amministrazione di una cooperativa abitativa, pone il veto a un'offerta redditizia dell'agente immobiliare Joann Lenox, facendo arrabbiare gli altri membri del consiglio. Per vendetta, Joann si arrampica per sabotare la ringhiera del balcone di Gloria e convince il figlio di Gloria, Lewis, che sarà sfrattato. Discutendo con Lewis, Gloria cade dal balcone e muore. 
Sulla scena del crimine Elsbeth incontra Joann, che recupera la sua borsetta dal montacarichi dell'edificio e nasconde la chiave inglese incriminata nel giardino di Lewis, ma l'avvocata e Kaya notano che Joahn non aveva una borsa quando l'hanno incontrata la prima volta. 
Sorprendendo Joann nella sua palestra di arrampicata, Elsbeth abbina il suo gesso liquido ai residui sul balcone e fa un'offerta per un appartamento nell'edificio. Incontrando Joann e il consiglio, Elsbeth deduce che tutti hanno avuto un ruolo nel complotto di Joann per uccidere Gloria: Annie ha assicurato le impronte digitali di Lewis sulla chiave inglese, inviandola all'appartamento di Leonard nel montacarichi; Daniel ha distratto il portiere, permettendo a Joann di entrare; Dorothy ha usato il suo cane che abbaiava per attirare Gloria sul balcone; e Leonard ha ripulito il marciapiede sottostante, inoltre durante gli interrogatori anche se separati hanno tutti descritto Gloria con le stesse parole. 
I membri del consiglio si rivoltano immediatamente contro Joann dopo che Elsbeth ha rivelato che il suo accordo con Gloria era una bufala. Infine, viene rivelato che il padre di Joann era il marito di Gloria, che la donna uccise dopo aver scoperto che aveva una relazione con la governante, la madre di Joann. Il cadavere dell'uomo viene recuperato nell'edificio (vero motivo per cui Gloria non voleva mai restaurarlo) e Joann si dichiara felicemente colpevole per aver portato a termine la sua vendetta.
Elsbeth collega Wagner a un uomo di nome Martin Wali e alla socità società FlairAll.
- Guest star: Johnny M. Wu (detective Joey Browner)
- Altri interpreti: Fredric Lehne (tenente Dave Noonan), Danny McCarthy (agente Fred Celetano), Greg Hildreth (Lewis Blecher Jr.), Peter Grosz (Leonard Rosen), Ajay Naidu (Martin Wali), Linda Lavin (Gloria Blecher), Jane Krakowski (Joann Lenox), Ann Arvia (Dorothy Lee), Tony Roach (Daniel Sanders), Olivia Khoshatefeh (Annie Clifford), Nikolai Tsankov (Fisnik Raapi)

## Reality Shock
- Titolo originale: Reality Shock
- Diretto da: Ron Underwood
- Scritto da: Jonathan Tolins

### Trama
Skip Mason, produttore del reality show Lavish Ladies, ha folgorato Wendy Wexler, una delle protagoniste, nella sua vasca da bagno perché ha tentato di ricattarlo. Kaya, appassionata di Lavish Ladies, aiuta Elsbeth a conoscere lo spettacolo, che l'ex protagonista Katricia ha lasciato dopo un crollo in stato di ubriachezza durante le riprese. Elsbeth sospetta Skip, notando i brillantini del bagno di Wendy sulle sue mani e sui bicchieri che ha rimosso dal bagno per coprire le sue tracce. Un messaggio vocale che ha lasciato a Wendy al momento della sua morte sembra dimostrare che era con un'altra protagonista, Tracy, e fornisce filmati che mostrano la stagista Valencia come sospettata. Kaya rintraccia Katricia, che ha un'alta tolleranza all'alcol e crede che Skip e Wendy l'abbiano drogata per provocarle il crollo. Riguardando lo spettacolo, Elsbeth si rende conto che la segreteria telefonica di Skip utilizzava una vecchia registrazione audio di Tracy. Alla cerimonia funebre di Wendy, Tracy trova un messaggio che ha inviato che contraddice il messaggio vocale di Skip. Katricia affronta Skip, che cerca di intimidirla ammettendo di aver ucciso Wendy, ma Elsbeth interviene e rivela che la confessione di Skip è stata registrata da un microfono nascosto e Skip viene arrestato.
Elsbeth cerca di ottenere informazioni su Wali dal tenente Noonan ma questi si dimostra leale a Wagner.
- Guest star: Molly Price (detective Donnelly)
- Altri interpreti: Fredric Lehne (tenente Dave Noonan), Nadia Dajani (Wendy Wexler), Rebecca Kreskoff (Tracy Crenshaw), Julie Ann Emery (Katricia), Nedra Marie Taylor (Maisie Dampling), Deborah S. Craig (Shusie Lash), Jesse Tyler Ferguson (Skip Mason), Tavia Hunt (Valencia), Reza Salazar (Rudy), Lorenzo Jackson (poliziotto)

## Falso amore
- Titolo originale: Love Knocked Off
- Diretto da: Rosemary Rodriguez
- Scritto da: Erica Shelton Kodish

### Trama
Margo Clarke, una sensale di matrimoni per persone famose, insegna al piccolo malvivente Dennis Pagano a fingere di essere «Gabriel Erwood», un perfetto abbinamento per la sua esigente cliente Lainey Belfort. Dopo sei mesi si sposano, rispettando il contratto di Margo, ma dopo un anno di matrimonio, «Gabriel» va a trovare Margo nella sua casa negli Hamptons, dicendole di voler di dire la verità a Lainey. Margo, arrabbiata, lo colpisce a morte con una statuetta di Cupido in ottone, scaricando il suo corpo e l'arma del delitto in acqua. 
Il capitano Wagner incarica Kaya di indagare sulla scomparsa di Gabriel, poiché Lainey è un'importante donatrice della fondazione di beneficenza di Wagner e di sua moglie Claudia. Sospettosa di Margo, Elsbeth deduce che ha bruciato un tappeto per distruggere le prove. 
Il corpo di «Gabriel» viene trovato e identificato come Dennis, portando Kaya ed Elsbeth alla sua ex fidanzata Tina e a uno schedario pieno di prove della sua trasformazione in «Gabriel» finanziato da Margo. Inoltre dopo aver scoperto che Margo è finita temporaneamente in prigione per offese a pubblico ufficiale, capiscono che a conosciuto lì Dennis.
Un precedente servizio fotografico della casa di Margo da parte di una rivista rivela a Elsbeth che la statuetta è scomparsa. Margo acquista in fretta una statuetta in bronzo, ma Elsbeth la affronta con il Cupido recuperato in mare, che dalla stessa Lainey che gliela aveva regalato ha confessato in segreto che era di un altro materiale e non di bronzo e il numero di frecce nella faretra è diverso, Margo viene arrestata.
Invitata al gala della fondazione di Claudia, Elsbeth vede Wagner con il capo di FlairAll ma sceglie di non dirlo all'agente Celetano. Wagner si rende conto che Elsbeth potrebbe indagare su di lui.
- Guest star: Gloria Reuben (Claudia Payne)
- Altri interpreti: Fredric Lehne (tenente Dave Noonan), Danny McCarthy (agente Fred Celetano), Kelly AuCoin (Declan Armstrong), Ruffin Prentiss (detective Darren Jax), Paloma Garcia-Lee (Lainey Belfort), Ryan Cooper (Gabriel Erwood), Retta (Margo Clarke), Mike Gioia (Bodhi), Christopher Gurr (antiquario), Maria Jung (Tina Moore), Preston Christopher Lawrence (agente della stradale), Christopher McFarland (autista dell'autobus)

## La raccattapalle
- Titolo originale: Ball Girl
- Diretto da: Rob Hardy
- Scritto da: Eric Randall

### Trama
Cliff McGrath, padre e allenatore del tennista professionista Hunter McGrath, è determinato a far vincere suo figlio contro il famoso Johann "Yoyo" Arnaldo. Cliff cosparge l'asciugamano di Yoyo con un unguento alla nitroglicerina prima di una gara a New York, notato dalla raccattapalle Ashlee. Nel corso della partita Yoyo crolla in campo e muore. Wagner, sperando di conoscere Elsbeth e la sua indagine segreta, le offre del sushi, ma un oshibori la porta a capire come è morto Yoyo. Ashlee si avvicina a Cliff con un piano per vincere le scommesse su Hunter sabotando i suoi avversari e sistema l'asciugamano incriminante nella camera d'albergo di Yoyo, quindi avverte la polizia, portandola a sospettare della ragazza di Yoyo, Irina, che rivela di avergli dato farmaci per la disfunzione erettile: una reazione avversa all'unguento ne ha provocato la sua morte. Insospettita da Cliff, Elsbeth apprende da Hunter che la sua defunta madre usava l'unguento, e Hunter arriva a sospettare di suo padre. Nella partita finale di Hunter, lui ed Elsbeth manipolano Cliff facendogli credere che Ashlee abbia sabotato l'asciugamano del figlio. Cliff si incrimina e, con Ashlee, vengono arrestati, mentre Hunter scoperta la verità si ritira
Nel frattempo, Elsbeth è combattuta dopo che Wagner ha trovato un nuovo lavoro per suo figlio.
- Guest star: Omari K. Chancellor (Hunter McGrath)
- Altri interpreti: Danny Mastrogiorgio (detective Bobby Smullen), Aubrey Matalon (Ashlee), Blair Underwood (Cliff McGrath), Patrick McEnroe (campione del tennis), Gui Agustini (Johann 'Yoyo' Arnaldo), Irina Chelidze (Irina Ivanova), Thamer Jendoubi (Chair Umpire), Alex Wyse (Cooper), Paul Ryden (giornalista).

## Orecchio per orecchio
- Titolo originale: An Ear for an Ear
- Diretto da: Nancy Hower
- Scritto da: Zoe Marshall

### Trama
La chirurga plastica Vanessa Holmes, furiosa con la sua protetta Astrid Olsen per aver avviato uno studio rivale, si finge una paziente e avvelena Astrid e la uccide. Vanessa flirta con un custode del museo di New York per crearsi un alibi ma l'attività del museo viene interrotta da una protesta contro il cambiamento climatico con il lancio di vernice rossa. Elsbeth sospetta che Vanessa abbia organizzato l'appuntamento della falsa paziente utilizzando il telefono del collega chirurgo Dott. Yablonsky. Intanto, l'agente Celetano presenta Elsbeth a Martin Wali, che crede che Wagner stia nascondendo le pratiche di lavoro illegale di FlairAll in cambio di tangenti attraverso la sua fondazione. Elsbeth si rivolge a Wagner riguardo alle presunte tangenti ma lui lascia intendere che il nuovo lavoro di suo figlio potrebbe essere visto nella stessa luce. La vernice sulle scarpe di Vanessa è abbinata alla vernice della protesta del museo, confermando il suo alibi, ma Elsbeth si rende conto che la storia medica della falsa paziente appartiene in realtà alla moglie di Vanessa, Carolyn, e Yablonsky conferma che Carolyn è andata da Astrid per correggere il lavoro di Vanessa. Elsbeth trova le prove nella spazzatura di Vanessa che si è schizzata di vernice le scarpe e Vanessa viene arrestata.
Elsbeth lascia che Kaya partecipi alle sue indagini su Wagner. Nel frattempo, il tenente Noonan accetta una tangente da FlairAll per conto di Wagner.
- Guest star: Micaela Diamond (detective Edwards)
- Altri interpreti: Fredric Lehne (tenente Dave Noonan), Kelly AuCoin (Declan Armstrong), Daniel Davis (Dott. Yablonski), Holly James (Carolyn Holmes), Jillian Gottlieb (Dr.ssa Astrid Olsen), Ajay Naidu (Martin Wali), Danny McCarthy (agente Fred Celetano), Rey Lucas (M.E. Barajas), Gina Gershon (Dr.ssa Vanessa Holmes), Brian McEleney (visitatore del museo), Catherine LeFrere (centralinista), Joe Wegner (custode del museo), NaTonia Monét (infermiera), Sheila Head (chirurga).

## Qualcosa di blu
- Titolo originale: Something Blue
- Diretto da: Yap Fong Yee
- Scritto da: Erica Larson

### Trama
Il dirigente della gestione patrimoniale Ashton Hayes rivela le sue pratiche commerciali immorali al suo dipendente e futuro genero, Derek, dopo che questi lo ha scoperto. Al suo addio al celibato, Derek oltre a spendere un numero imprecisato di soldi, rivela il segreto di Ashton a una ballerina di nome Capri, che è stata appositamente assunta dal suocero per mettere alla prova la sua discrezione. Rendendosi conto di non potersi fidare di lui, Ashton dopo il matrimonio uccide Derek e lo affonda nel lago del country club con una golf cart.
Elsbeth e Kaya dubitano che la morte di Derek sia stata accidentale quando l'autopsia determina che è stato soffocato e scoprono che non beveva birra, se non per accontentare il suocero. La figlia di Ashton, Nora, confessa di aver tradito Derek con Rob, il coreografo del matrimonio. Elsbeth intervista Rob fingendosi interessata a una lezione di danza privata e lui la conduce da Capri, che a sua volta la conduce da Ashton.
Scoprendo del nastro adesivo solubile in acqua nella cucina del country club di Ashton, Elsbeth capisce che Derek è morto perché Ashton lo aveva imbavagliato con il nastro adesivo, mentre un video del matrimonio mostra Derek che indossa un orologio che Ashton gli aveva regalato e che Ashton ha ripreso prima di ucciderlo, in quanto un ricordo del padre che si regalano da generazioni. Wagner aiuta ad attirare Ashton nella sala prove di Rob, dove Elsbeth intercetta Ashton e lo convince a un ballo improvvisato. L'orologio gli cade e l'uomo viene arrestato, mentre dalle indagini confrontando il numero di inviati superiore a quelli nell'elenco scoprono i suoi vari clienti 
Alla festa di inaugurazione della casa di Elsbeth, Wagner rivela di sospettare che Noonan sia il vero poliziotto corrotto, lasciando Elsbeth incerta se credergli.
- Guest star: Molly Price (detective Donnelly)
- Altri interpreti: Geneva Carr (Poppy Hayes), Fredric Lehne (tenente Dave Noonan), Jocelyn Webb (Nora Hayes), Nick Fondulis (Derek Davis), Adam Kaplan (Rob), Greg Hildreth (Lewis Blecher Jr.), Keegan-Michael Key (Ashton Hayes), Amber Ardolino (Capri), Kate Mulligan (Janine), Alex Wyse (Cooper), Tavia Hunt (Valencia), Jahir Hipps (guida turistica), Brent Harris (socio del club 1), Amie MacKenzie (socio del club 2).

## Genio artificiale
- Titolo originale: Artificial Genius
- Diretto da: Tyne Rafaeli
- Scritto da: Leah Nanako Winkler

### Trama
Il giornalista investigativo Josh Johnson sta preparando un reportage su Cerberus, un'applicazione di cronaca nera guidata dall'imprenditrice Quinn Powers. Utilizzando Cerberus per creare un immaginario rapitore di cani armato di pungolo per bovini, Quinn riproduce una presentazione preregistrata durante una riunione aziendale virtuale e si introduce nell'appartamento di Josh, lo picchia a morte con un pungolo per bovini, distrugge il suo articolo e gli ruba il cane per incriminare il fittizio rapitore di cani. 
Elsbeth diventa sospettosa dopo che la dog sitter del quartiere Mimi non riconosce i presunti cani rapiti, mentre Kaya sospetta che Cerberus stia generando post con l'intelligenza artificiale. Il video della riunione di Quinn rivela che ha perso la fascia durante l'omicidio. Incapaci di trovarla sulla scena del delitto, Elsbeth e Kaya trovano prove che le conducono all'ex amica del liceo di Quinn, Ellen Davis, la vera creatrice di Cerberus. Ellen rivela i difetti nei dati scoperti da Josh, che Elsbeth conferma fornendo a Quinn informazioni false che vengono poi riportate su Cerberus, in quanto non sa distinguere una notizia vera da una falsa, come il fatto che nessuno sa dei cani rapiti, che di rivelano immagini trovate in rete e del rapitore
Quando Mimi trova il cane di Josh al parco ed Elsbeth lo porta a casa (in quanto nessuno può tenerlo e Mimì ha troppi cani nella sua), si rende conto che il cane deve aver nascosto la fascia, avendo capito il suo vizio di nascondere gli oggetti che trova per terra. Dopo averlo portato a casa di Josh e trovato la fascia di Quinn col sangue della vittima, Elsbeth si intromette in una riunione del team di Cerberus e Quinn viene arrestata, dopo aver rivelato che non è neppure storpia, Ellen confessa che fu aggredita davvero, ma non fu ferita gravemente. 
Nel frattempo, Wagner racconta a Wali i suoi sospetti su Noonan, promettendo di incastrare il tenente corrotto.
- Guest star: Micaela Diamond (detective Edwards)
- Altri interpreti: Eric William Morris (Josh Johnson), Fredric Lehne (tenente Dave Noonan), Ajay Naidu (Martin Wali), Madeline Seidman (Mimi Bladmire), Elizabeth Lail (Quinn Powers), Ayana Workman (Ellen Davis), Geena Quintos (Lina), Rodd Cyrus (Toby), Allison McKay (Agnes), Alex Webb (Investitore), Alex Bartner (Chad), John El-Jor (dipendente).

## Dolce vendetta
- Titolo originale: Sweet Justice
- Diretto da: Kevin Rodney Sullivan
- Scritto da: Bryan Goluboff ed Erica Shelton Kodish

### Trama
Il proprietario del cocktail bar Joe Dillion viene a sapere da Ivy Benson, la sua cliente preferita, della sua prepotente ex compagna di stanza al college Gemma Nelson. Joe, per vendetta, strangola Gemma nel sonno, ma la polizia scopre che in realtà è stata uccisa Jane Dunhill, la dogsitter di Gemma. Elsbeth sospetta di Joe, che ha lasciato un'impronta sulla scena del crimine, e Kaya collega un segno sul collo di Jane all'anello apribottiglie di Joe. I commenti online di Ivy verso Gemma la rendono una sospettata, mentre Gemma, arrabbiata, scatena i suoi follower contro la polizia di New York e chiede l'arresto di Ivy. I clienti abituali di Joe rivelano quanto sia protettivo nei loro confronti e lui stesso ammette a Elsbeth che farebbe qualsiasi cosa per Ivy.
Elsbeth organizza l'arresto di Dion, dipendente di Joe, che riceve un bacio di gratitudine da Ivy, spingendo Joe a confessare. Joe viene arrestato e, Brad, il fidanzato di Gemma, la lascia esponendo il suo bullismo in un video umiliante.
Wagner racconta a Claudia i suoi sospetti su Noonan e lo attira in un incontro segreto con il CEO di FlairAll, Declan Armstrong. Mentre Elsbeth registra la conversazione incriminante, Wagner interviene quando Noonan estrae una pistola e Noonan e Armstrong vengono arrestati. Wagner viene scagionato, ma ordina a Elsbeth di tornare a Chicago per aver tradito la sua fiducia.
- Guest star: Danny Mastrogiorgio (detective Bobby Smullen)
- Altri interpreti: Paulina Singer (Ivy Benson), Audrey Corsa (Gemma Nelson), Gloria Reuben (Claudia Payne), Kelly AuCoin (Declan Armstrong), Julie Ann Emery (Katricia), Fredric Lehne (tenente Dave Noonan), Danny McCarthy (agente Fred Celetano), Charlie McElveen (Brad), Deborah S. Craig (Shusie Lash), Arian Moaied (Joe Dillion), Daniel Dale (Dion McClure), Brett Bartholomew (Mason Dunhill), Christian DeMarais (Nico), Janelle Velasquez (Sis).

## Un giusto finale
- Titolo originale: A Fitting Finale
- Diretto da: Rosemary Rodriguez
- Scritto da: Jonathan Tolins

### Trama
La top model Nadine Clay partecipa per l'ultima volta alla sfilata di moda del suo prossimo ex marito Nick Garrison, nella quale il fotografo Ezra Tate viene ucciso a colpi di arma da fuoco. Nadine spiega che Ezra, il suo ex amante, era disperatamente in cerca di soldi, e il proprietario di un banco dei pegni rivela che Ezra era assillato da debiti di gioco e ricatti e coinvolto in un misterioso "Progetto Pangaea". Elsbeth sorprende Nadine a casa dello stilista Matteo Hart, che scopre in Elsbeth la sua nuova musa. Nadine afferma che Ezra aveva delle foto compromettenti di lei e sospetta che Nick geloso lo abbia ucciso. Matteo racconta a Elsbeth che Ezra e Nadine, quando erano studenti di moda, avevano creato il "Progetto Pangaea": un servizio fotografico di Nadine truccata come persone di etnie diverse. Nick dice alla polizia che sospetta che Ezra stesse ricattando Nadine per Pangaea, e che lei lo abbia ucciso. Alla sfilata di moda di Matteo, costruita attorno a Elsbeth e al suo unico senso della moda, Elsbeth ha un'illuminazione. Affronta Matteo con le foto di Ezra dell'ultimo servizio fotografico di Nadine, provando che Matteo lo ha ucciso. Matteo confessa anche di aver ucciso un sicario che aveva minacciato Ezra per i suoi debiti, seppellendolo nel cortile, ed Elsbeth dà a Nadine le foto di Pangaea.
Infine, Wagner cambia idea, proponendo Kaya come detective e convincendo Celetano a confermare Elsbeth nella sua posizione di investigazione sulla corruzione a New York.
- Guest star: Molly Price (detective Donnelly)
- Altri interpreti: Daniel Passaro (Nick Garrison), Tim Gunn (sé stesso), Danny McCarthy (agente Fred Celetano), Vanessa Kai, (Gisela Mott), André De Shields, (Matteo Hart), Laura Benanti (Nadine Clay), Sebastian Beacon (Paul), Ryan Bourque (Ezra Tate), Joel Marsh Garland (Pavel), Luis Vega (Gavin Haste), Legna Cedillo (Mary Beth).